# Steve McManaman
Steven McManaman (Liverpool, 11 de fevereiro de 1972) é um ex-futebolista inglês que atuava como meio-campista.

## Carreira

### Liverpool
Na infância torcedor do Everton, McManaman começou a carreira no rival Liverpool, no ano de 1990. O clube, que fora o maior do futebol nacional nas décadas de 70 e 80, posteriormente sofreria uma decadência na década de 90.

### Real Madrid
Após dez anos de Liverpool, onde curiosamente conviveu com outros quatro ídolos do time que haviam torcido pelo Everton — Ian Rush, Robbie Fowler, Jamie Carragher e Michael Owen —, McManaman transferiu-se para o Real Madrid em 1999. Um dos poucos jogadores britânicos a atuarem no exterior, tornou-se o primeiro jogador do país a vencer duas vezes a Liga dos Campeões da UEFA, que conquistou com o clube espanhol nas temporadas 1999–00 e 2001–02. No primeiro título, marcou, de voleio, um dos gols na vitória por 3 a 0 sobre o Valencia, e foi eleito o melhor jogador da partida pela mídia inglesa.

### Manchester City
A despeito do segundo título em 2002, não foi chamado para a Seleção Inglesa que disputaria a Copa do Mundo FIFA naquele ano. O meia perderia espaço também no Real, com a intensificação da era galáctica no time, voltando em 2003 para a Inglaterra, onde assinou com o Manchester City. Pelos Citizens, por onde atuou em 44 partidas e não marcou gols, teve uma passagem discreta e aposentou-se no final da temporada 2004–05.

## Títulos
Liverpool
- Copa da Inglaterra: 1991–92
- Copa da Liga Inglesa: 1994–95

Real Madrid
- Liga dos Campeões da UEFA: 1999–00 e 2001–02
- La Liga: 2000–01 e 2002–03
- Supercopa da Espanha: 2001
- Supercopa da UEFA: 2002